# Epilobium fangii
Epilobium fangii là một loài thực vật có hoa trong họ Anh thảo chiều. Loài này được C.J.Chen, Hoch & P.H.Raven mô tả khoa học đầu tiên năm 1992.